# 亀戸浅間神社
亀戸浅間神社（かめいどせんげんじんじゃ）は、東京都江東区亀戸にある神社である。浅間神社の1つ。

## 祭神
木花咲耶比売命（コノハナサクヤヒメ）
霊峰富士の守り神として開運・縁結びなど、特に安産、子育ての神としてご信仰を集めている。

## 歴史
創建は大永7年（1527年）とされる。富士信仰の尤も盛んな時代に、里人たちが甘露寺元長に勧請し、霊峰富士山の御守護神・木花咲耶比売を戴き、笄塚の上に浅間社として創立し、ご遷座を成したとされる。
現在の社殿は、昭和20年の東京大空襲にもその難を免れ無事だったことから、地元の人々からは火伏の神としても信仰されている。
境内に「富士せんげん・亀戸天神・六阿弥陀・浅草道道標」がある。享和元年（1601年）建立。江東区有形文化財。

## 主な祭事
- 夏越の祓
- 年越納めの祓

この2つの祭事の際には茅の輪が披露され、恒例の神事となっている。

## 氏子地域
- 亀戸九丁目

## 交通アクセス
- 都営新宿線 東大島駅 大島口から徒歩9分（経路案内）
- 東武亀戸線 亀戸水神駅から徒歩15分（経路案内）
- JR総武線（各駅停車） 亀戸駅 東口から徒歩19分（経路案内）
- 都営バス　錦25・亀26・錦27 「浅間神社」から徒歩4分